# Shaw ’Nuff
Shaw ’Nuff ist ein Kompilationsalbum des US-amerikanischen Jazzmusikers Dizzy Gillespie. Die 1945 und 1946 in New York entstandenen Aufnahmen wurden 1988 bei Musicraft Records veröffentlicht.

## Hintergrund
Dizzy Gillespie hatte sich Mitte 1944 der Big Band von Billy Eckstine – Billy Eckstine and His Orchestra – angeschlossen, die als erste Big Band den neuen Stil des Bebop spielte. Außerdem war er 1944 Sideman im Quintett von Oscar Pettiford im Onyx Club und macht mit dem Quintett im selben Jahr Aufnahmen mit Coleman Hawkins. Anfang 1945 verließ Gillespie die Big Band von Eckstine. Er begann verschiedene Sextette zusammenzustellen und gründete Ende 1945 seine erste eigene Big Band. Aus dieser Zeit stammen die Aufnahmen des Kompilationsalbums Shaw ’Nuff. Es sind Gillespies erste Aufnahmen als Bandleader. 

## Titelliste
- Dizzy Gillespie – Shaw ’Nuff[1] Dizzy Gillespie (1955)

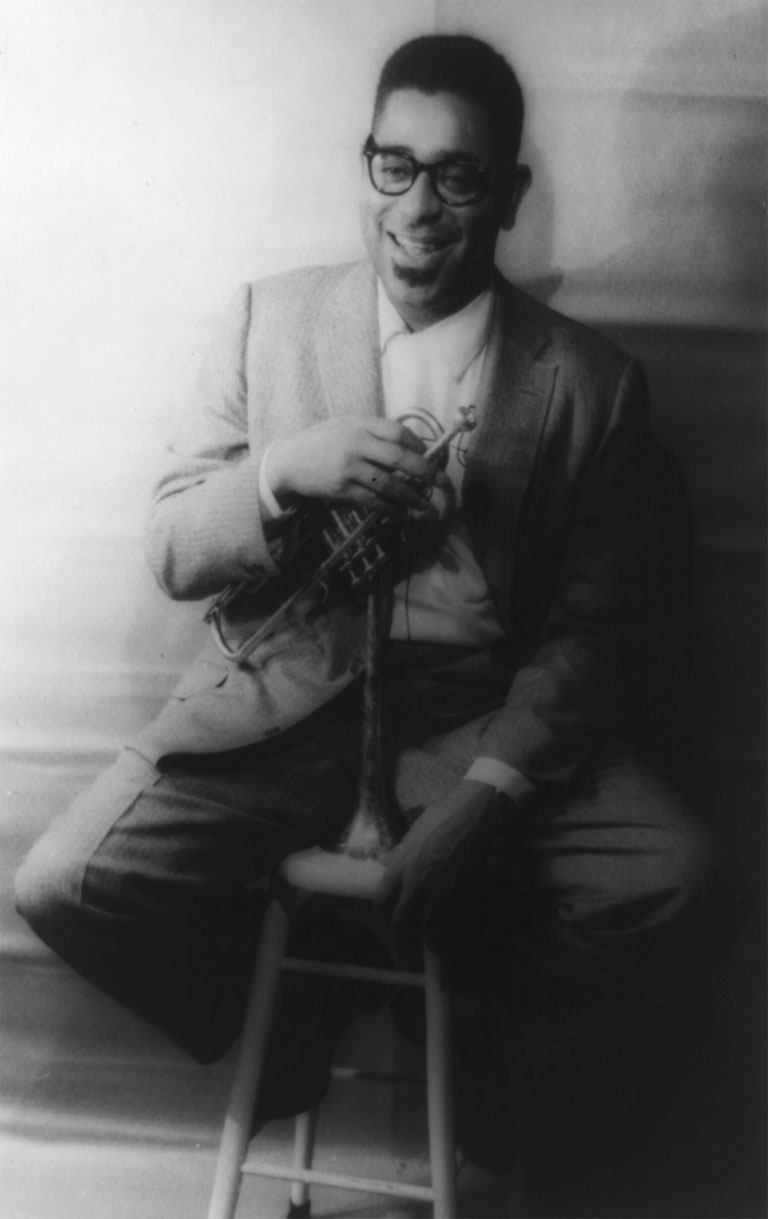
Dizzy Gillespie (1955)

1. Blue ’N’ Boogie (Dizzy Gillespie, Frank Paparelli) – 2:52
2. Groovin’ High (Dizzy Gillespie) – 2:38
3. Dizzy Atmosphere (Dizzy Gillespie) – 2:45
4. All The Things You Are (Oscar Hammerstein, Jerome Kern) – 2:44
5. Shaw ’Nuff (Dizzy Gillespie) – 2:57
6. Lover Man (Kurt Weill, Maxwell Anderson) – 3:20
7. Salt Peanuts (Dizzy Gillespie) – 3:14
8. Hot House (Tadd Dameron) – 3:06
9. Oop Bop Sh’bam (Dizzy Gillespie, Gilbert Fuller) – 2:59
10. That’s Earl, Brother (Dizzy Gillespie, Gilbert Fuller) – 2:38
11. One Bass Hit, No. 1 (Dizzy Gillespie, Gilbert Fuller) – 2:51
12. One Bass Hit, No. 2 (Dizzy Gillespie, Gilbert Fuller) – 2:52
13. Good Dues Blues (Dizzy Gillespie, Gilbert Fuller) – 2:57
14. Our Delight (Tadd Dameron) – 2:28
15. He Beeped When He Should Have Bopped (Dizzy Gillespie) – 2:39
16. He Beeped When He Should Have Bopped (Dizzy Gillespie) – 2:40
17. Things To Come (Dizzy Gillespie, Gilbert Fuller) – 2:45
18. Ray’s Idea (Dizzy Gillespie, Gilbert Fuller) – 2:21
19. Emanon (Dizzy Gillespie, Milton Shaw) – 3:03
20. I Waited for You (Dizzy Gillespie, Gilbert Fuller) – 3:03

## Rezeption
Scott Yanow vergibt in seiner Rezension bei Allmusic 5 von 5 Sternen und meint: „Diese CD enthält Dizzy Gillespies klassische Musicraft-Aufnahmen (alle außer A Handfulla Gimme), einige der berühmtesten Aufnahmen seiner langen Karriere ... Wäre Dizzy Gillespies Karriere nach diesen Aufnahmen zu Ende gegangen, wäre er in der Welt des Jazz immer noch berühmt.“
Die Jazz-Zeitschrift Jazzwise nahm das Album in ihre Liste The 100 Jazz Albums That Shook The World auf und begründete dies wie folgt: „Wer Gillespie erst ab den 1950er Jahren kennt, kann sich nicht vorstellen, was für eine wahre Naturgewalt sein Trompetenspiel in den 1940er Jahren war. Diese CD mit den frühesten Aufnahmen unter seiner Leitung, die für kleine Labels wie Guild und Musicraft entstanden sind, wird Ihnen die Kinnlade herunterklappen lassen vor Staunen, weil er immer wieder Ideen liefert, die sogar die von Parker übertreffen. Damit es nicht langweilig wird, hat Gillespie auch einige der langlebigsten Bop-Hymnen geschrieben, von denen viele hier erstmals zu hören sind. Diese Sessions sind, wie die Parker Savoys, die heiligen Aufnahmen des Bop.“